# Clermont-l'Hérault
Clermont-l'Hérault é uma comuna francesa na região administrativa de Occitânia, no departamento de Hérault. Estende-se por uma área de 32,49 km². Em 2010 a comuna tinha 9 122 habitantes (densidade: 280,8 hab./km²).